# 2024년 하계 올림픽 에스토니아 선수단
2024년 하계 올림픽 에스토니아 선수단은 2024년 7월 26일부터 8월 11일까지 프랑스 파리에서 열린 2024년 하계 올림픽에 참가한 올림픽 에스토니아 선수단이다.
이는 에스토니아의 14번째 하계 올림픽 출전이자 소련 붕괴 이후 9회 연속 올림픽 출전이 된다.

## 출전 선수
| 종목     | 남자 | 여자 | 전체 |
| -------- | ---- | ---- | ---- |
| 레슬링   | 1    | 0    | 1    |
| 배드민턴 | 0    | 1    | 1    |
| 사격     | 2    | 0    | 2    |
| 사이클   | 1    | 1    | 2    |
| 수영     | 1    | 1    | 2    |
| 승마     | 0    | 1    | 1    |
| 양궁     | 0    | 1    | 1    |
| 역도     | 1    | 0    | 1    |
| 요트     | 1    | 1    | 2    |
| 유도     | 1    | 0    | 1    |
| 육상     | 4    | 1    | 5    |
| 조정     | 4    | 0    | 4    |
| 펜싱     | 0    | 1    | 1    |
| 전체     | 16   | 8    | 24   |

## 메달 집계
| 종목 | 1 | 2 | 3 | 합계 |
| 종목 | ' | ' | ' | '    |
| 종목 | ' | ' | ' | '    |
| 종목 | ' | ' | ' | '    |
| 합계 | ' | ' | ' | '    |

## 종목별 성적

### 레슬링
남자
- 헤이키 나비

### 배드민턴
여자
- 크리스틴 쿠바

### 사격
남자
- 페테르 올레스크
- 페테르 위리손

### 사이클
남자
- 마디스 미흐켈스

여자
- 야니카 러이브

### 수영
남자
- 크레고르 시르크

여자
- 에넬리 예피모바

### 승마
여자
- 뮈 렐란데르

### 양궁
여자
- 레나 패르나트

### 역도
남자
- 마르트 세임

### 요트
남자
- 카를마르틴 람모

여자
- 잉리드 푸스타

### 유도
남자
- 클렌크리스토페르 칼리울라이드

### 육상
남자
- 라스무스 매기
- 야네크 어이글라네
- 요한네스 에름
- 카렐 틸가

여자
- 엘리사베트 피헬라

### 조정
남자
- 알라르 라야
- 터누 엔드렉손
- 미하일 쿠슈테인
- 요한 폴라크
- 우쿠 심 팀무스크

### 펜싱
여자
- 넬리 디페르트

## 같이 보기
- 2024년 하계 올림픽